# Nhận dạng quang học chữ Braille

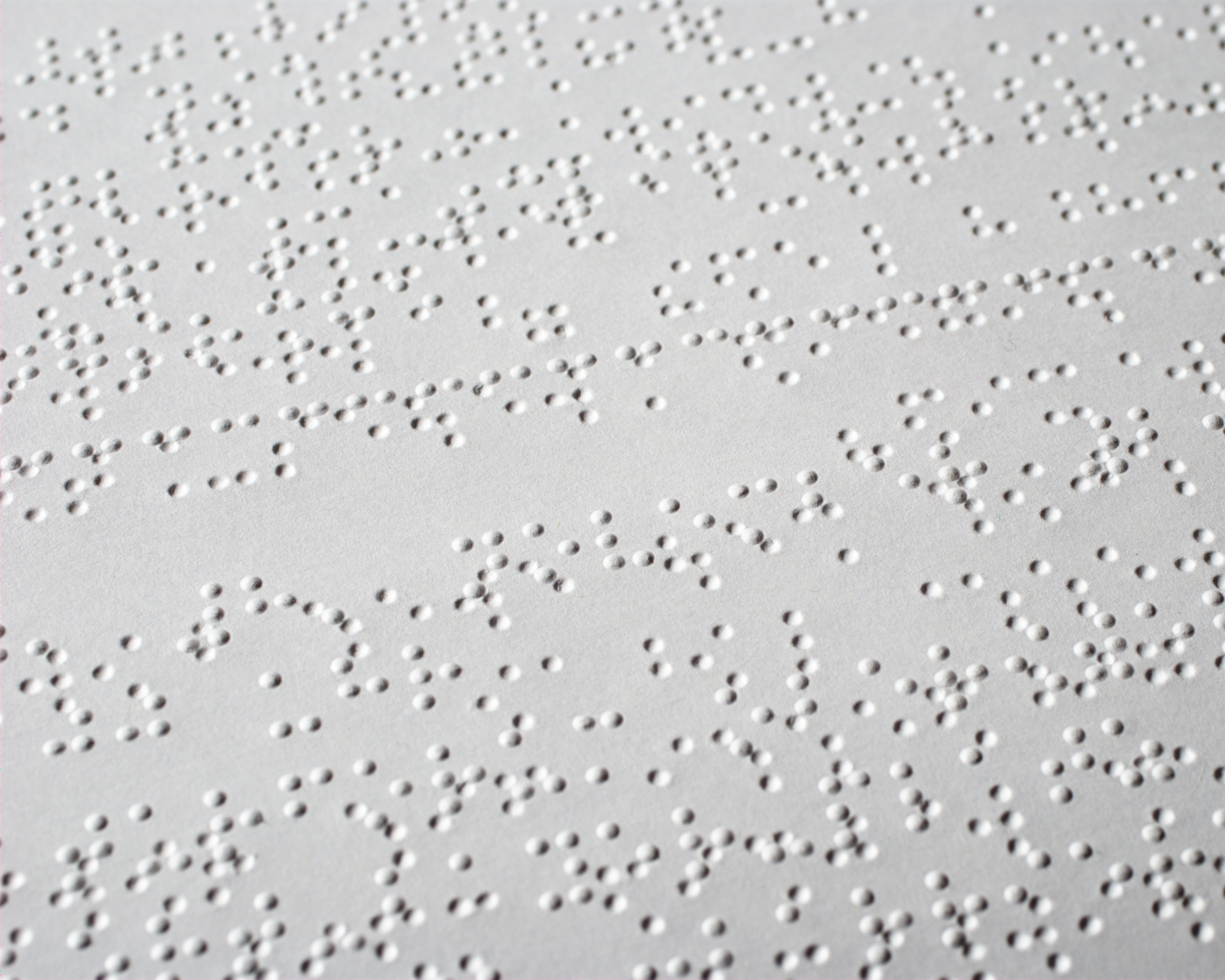
Hình ảnh của một trang chữ bao gồm các ký tự chữ nổi và các ký tự chữ chìm ở trang bên kia

Nhận dạng quang học chữ nổi Barille là hoạt động chụp và xử lý hình ảnh của các ký tự chữ nổi thành các ký tự ngôn ngữ tự nhiên. Nó được sử dụng để chuyển đổi các tài liệu chữ nổi cho những người không thể đọc chúng thành văn bản và để bảo quản và sao chép các tài liệu.

## Lịch sử
Năm 1984, một nhóm các nhà nghiên cứu tại Đại học Công nghệ Delft đã thiết kế một máy tính bảng đọc chữ nổi, trong đó một đầu đọc với các tế bào cảm quang di chuyển dọc theo thanh trượt để chụp từng dòng chữ nổi. Năm 1988, một nhóm các nhà nghiên cứu người Pháp tại Đại học Khoa học và Công nghệ Lille đã phát triển một thuật toán, được gọi là Lectobraille, để chuyển đổi các tài liệu chữ nổi thành văn bản thuần túy. Hệ thống chụp ảnh văn bản chữ nổi bằng camera CCD độ phân giải thấp và sử dụng các kỹ thuật máy tính để trích xuất chữ nổi. Các ký tự chữ nổi sau đó được chuyển đổi sang ngôn ngữ tự nhiên bằng cách sử dụng nhận dạng thích ứng. Kỹ thuật Lectobraille có tỷ lệ lỗi 1% và  thời gian xử lý trung bình là bảy giây trên mỗi dòng.  Năm 1993, một nhóm các nhà nghiên cứu từ Đại học Katholieke Leite đã phát triển một hệ thống nhận dạng chữ nổi trên các máy quét thương mại phổ thông.  Tuy nhiên, hệ thống không thể xử lý được các dòng chữ bị biến dạng, do đó cần tài liệu chữ nổi được định dạng tốt ở đầu vào. Năm 1999, một nhóm tại Đại học Bách khoa Hồng Kông đã sử dụng kỹ thuật phát hiện viền để dịch chữ nổi sang văn bản tiếng Anh hoặc tiếng Trung Quốc. Năm 2001, Murray và Dais đã tạo ra một hệ thống nhận dạng cầm tay, quét các phần nhỏ của tài liệu cùng một lúc. Do diện tích quét nhỏ hơn, biến dạng ít xảy ra hơn nên thuật toán đã trở nên đơn giản và hiệu quả.  Năm 2003, Morgavi và Morando đã thiết kế một hệ thống để nhận dạng các ký tự chữ nổi sử dụng mạng lưới thần kinh nhân tạo. Hệ thống này được chú ý vì khả năng xử lý hình ảnh chất lượng thấp thành công hơn các phương pháp khác.

## Các ứng dụng
Nhận dạng quang học chữ nổi được sử dụng để số hóa và tái tạo các văn bản đã được tạo ra bằng phương pháp cơ học, chẳng hạn như với máy đánh chữ chữ nổi. Số hóa các văn bản chữ nổi cũng giúp giảm không gian lưu trữ, vì các văn bản chữ nổi chiếm nhiều không gian hơn so với các ngôn ngữ tự nhiên khác. Nhận dạng quang học chữ nổi cũng hữu ích cho những người không thể đọc chữ nổi, nhưng cần truy cập vào nội dung của tài liệu chữ nổi.

## Thử thách
Nhiều thách thức để xử lý thành công văn bản chữ nổi phát sinh từ bản chất của tài liệu chữ nổi. Chữ nổi thường được in ấn trên giấy màu, không dùng mực để tạo độ tương phản giữa các ký tự dập nổi với nền giấy. Tuy nhiên, sự không hoàn hảo của giấy có thể xuất hiện trên bản quét hoặc hình ảnh của trang giấy.
Nhiều tài liệu được in hai mặt. Như vậy, phần lõm của chữ nổi của mặt này sẽ xen kẽ với chữ nổi nhô ra của mặt kia.

## Kỹ thuật
Một số kỹ thuật nhận dạng chữ nổi quang học ứng dụng nguồn sáng xiên và máy ảnh để phát hiện phần đổ bóng của các ký tự lồi hay lõm. Số khác thì sử dụng máy quét tài liệu thương mại  phổ thông.